# Essential Yello
Essential Yello – kompilacja utworów szwajcarskiego zespołu Yello wydana w 1992 roku przez wytwórnię Mercury Records. Na album ten składają się największe przeboje zespołu, które ukazały się do roku wydania kompilacji.

## Lista utworów
1. „Oh Yeah” – 3:05
2. „The Race” – 3:15
3. „Drive/Driven” – 4:11
4. „Rubberbandman” – 3:35
5. „Vicious Games” – 4:19
6. „Tied Up” – 3:32
7. „Lost Again” – 4:19
8. „I Love You” – 4:05
9. „Of Course I'm Lying” – 3:50
10. „Pinball Cha Cha” – 3:33
11. „Bostich” – 4:35
12. „Desire” – 3:40
13. „Jungle Bill” – 3:35
14. „Call It Love” – 4:05
15. „Goldrush” – 4:20
16. „The Rhythm Divine” – 4:20